# Pohraniční stráž
Die Grenzwache der Tschechoslowakei Pohraniční stráž (PS) wurde 1951 nach dem Vorbild der sowjetischen Grenztruppen gegründet. Am 11. Juli desselben Jahres billigte die Nationalversammlung das Gesetz Nr. [69/1951] mit Festsetzungen zum Schutz der Staatsgrenzen und stellte den Schutz der nationalen Grenzen in die Zuständigkeit der Grenzwache. Insbesondere gegenüber den westlichen Staaten Bundesrepublik Deutschland und Österreich wurde die tschechoslowakische Staatsgrenze im Zeichen des Kalten Krieges stark befestigt. Der Pohraniční stráž wurde 1991 aufgelöst.

## Geschichte
Bereits vorher entstand das Korps aus der Finanzwache der Ersten Tschechoslowakischen Republik. Diese wurde 1945 eingesetzt, um Schmuggel und illegalen Grenzübertritt sowie die Rückkehr der vertriebenen Deutschen und das Wegbringen ihres konfiszierten Besitzes zu verhindern. Auf Betreiben der im Sicherheitsbereich der Tschechoslowakei bereits seit 1945 tonangebenden Kommunisten wurde die böhmisch-bayerische Grenze 1947, also noch vor der Machtübernahme durch Gottwald im Februarputsch 1948, schrittweise geschlossen. Am Beginn des Jahres 1949 wurde die Grenzzollwache mit dem Bereitschaftsregiment der Nationalen Sicherheit SNB (Sbor národní bezpečnosti) vereint und eine ideologische Säuberung der Truppe durchgeführt.
Entlang des Eisernen Vorhangs zur Bundesrepublik Deutschland und Österreich wurden um den Jahreswechsel 1950/51 zunächst 112 hölzerne UBA-Kasernen zur Unterbringung der ersten Grenzkompanien errichtet. Die Errichtung der Kasernen erfolgte im Zentrum der jeweiligen Wachabschnitte; als Standorte wurden schwer einsehbare grenznahe Plätze außerhalb besiedelter Ortschaften ausgewählt. Sie waren zugleich Hauptquartier der Kompanien und Unterkunft der Grenzschützer. Ab 1952 entstanden Grenzsicherungsanlagen (Stacheldrahtzäune mit 4–5 kV Hochspannungszuführung), deren landesinnere Seite die Wachachse der Grenzpatrouillen bildete.
Als Grenzschützer wurden Wehrpflichtige zum Dienst auf 27 Monate verpflichtet – rund acht Prozent verlängerten die Dienstzeit und wurden Berufssoldaten. Wehrpflichtige wurden aus regimefreundlichen Familien rekrutiert oder waren, wenn möglich, Mitglieder der Kommunistischen Partei. Nach den ersten drei Monaten Grundausbildung wurden sie zur Überwachung der Staatsgrenzen versetzt. Ausgewählte Soldaten wurden sieben Monate an die Militärakademie geschickt und zum Leutnant der Grenzwache ausgebildet.
Das Symbol der Grenztruppe war ein Hundekopf, das Zeichen der Choden, einer tschechischen Volksgruppe, die schon in früheren Zeiten in königlichem Auftrag Wachdienste an der böhmischen Westgrenze leistete. Ihre Devise lautete: „Neprojdou“ (dt.: „Sie kommen nicht durch“), entspricht dem französischen „Ils ne passeront pas“ und dem spanischen „No pasarán“.

## Organisation
Ab 1964 war die Grenzwache an der bayerisch-böhmischen Grenze in drei Brigaden aufgeteilt: die 5. (Cheb), 9. (Domažlice) und 7. Brigade (Sušice). Außerdem standen die 4. (Znojmo), 11. (Bratislava) und 15. Brigade (České Budějovice) an der tschechoslowakisch-österreichischen Grenze. Ausbildungs-Brigade war die 12. (Planá u Mariánských Lázní). Insgesamt wiesen die sieben Brigaden in den 1980er Jahren eine Gesamtstärke von rund 11.000 Mann auf.
 Jede Brigade bestand wiederum aus durchschnittlich zehn Kompanien, die zwischen 60 und 100 Mann umfassten. Diese Kompanien waren unmittelbar an den Grenzbefestigungen kaserniert und leisteten den eigentlichen Grenzdienst.
Entlang der Grenze stand ein zweireihiger Stacheldrahtzaun, unübersichtliche Stellen waren anfangs noch vermint. Diese Minenfelder wurden Mitte der 1960er Jahre in einer gewissen Entspannungsphase am Beginn des Prager Frühlings teilweise entfernt, was durch den Einsatz von Diensthunden zu kompensieren versucht wurde. Die umfangreiche Ausrüstung bestand aus geländegängigen PKWs und LKWs sowie Booten, teilweise Pionierausrüstung und später auch Helikoptern. Die Bewaffnung bestand aus Infanteriewaffen, darunter die einheimische Maschinenpistole Samopal vz. 58.
Die Bevölkerung im spärlich besiedelten Grenzgebiet wurde durch Propaganda und Vergünstigungen für Spitzeldienste gewonnen und leistete wertvolle Hilfe. Die Freiwilligen meldeten der Grenzwache Bewegungen unbekannter Personen oder unterstützten mit Beobachtungsrundgängen.
Der Grenzdienst wurde in der ČSR/ČSSR als heldenhaft, patriotisch und abenteuerlich präsentiert.
Auch im Grenzregime der Tschechoslowakei existierte ein Schießbefehl:
Angehörige der Grenzwache hatten auf Grund des Gesetzes über den Grenzschutz vom 11. Juli 1951 das Recht, Waffen gegen „Personen einzusetzen, die unbefugt auf das Staatsgebiet kommen, oder die versuchen, unbefugt über die Staatsgrenze zu gelangen und nach einer Warnung nicht anhalten.“
Allein 1948 bis 1949 starben an der Grenze zu Deutschland und Österreich nachweislich 143 Personen durch Schusswaffeneinsatz.

## Nachfolge
Heute wird die Grenzsicherung der Tschechischen Republik von der Fremdenpolizei, einer Untergliederung der staatlichen Polizei, wahrgenommen.